# Parafia Matki Bożej Nieustającej Pomocy w Mlecznie
Parafia Matki Boskiej Nieustającej Pomocy w Mlecznie – parafia rzymskokatolicka w dekanacie Lubin Zachód w diecezji legnickiej.  Obsługiwana przez księży diecezjalnych. Erygowana w 1981.

## Obszar parafii
Miejscowości należące do parafii: Dąbrowa Dolna, Dąbrowa Górna, Dąbrowa Środkowa, Ustronie, Zalesie, Składowice, Gola, Koźlice, Juszowice, Rynarcice, Żelazny Most, Pieszkowice.